# Минхенски јеванђелистар
Минхенски јеванђелистар (лат. Manuscriptum Latinarum 6224) или Сирмијумски јеванђелистар (лат. Evangelarium Sirmensium) је један од најстаријих рукописа потеклих са територије Србије. Писан је на црквенословенском језику. Чува се у Баварској библиотеци под називом Manuscriptum Latinarum 6224.

## Историја
Писан је крајем 4. века у Сирмијуму. Рукопис је чуван у манастиру свете Катарине на Синају, одакле је украден и пренет у Лондон. Данас се налази у Баварској библиотеци у Минхену, по коме и носи данашњи назив. Покојни српски академик Владислав Поповић, радио је на изучавању овог рукописа.
Књига копија факсимил рукописа може се наћи у слободној продаји.